# سولدن
سولدن (به آلمانی: Sölden) یک منطقهٔ مسکونی در اتریش است که در ناحیه ایمست واقع شده‌است. سولدن ۳٬۴۴۹ نفر جمعیت دارد.